# Livingston Football Club 2023-2024
Questa voce raccoglie le informazioni riguardanti il Livingston Football Club nelle competizioni ufficiali della stagione 2023-2024.

## Stagione
- In Scottish Premiership il Livingston si classifica all'ultimo posto (25 punti), dietro al Ross County, retrocedendo così in Championship.
- In Scottish Cup viene eliminato ai quarti di finale contro il Celtic (2-4).
- In Scottish League Cup viene eliminato ai quarti di finale contro i Rangers (0-4).

## Maglie e sponsor
Il fornitore tecnico per la stagione 2023-2024 è Joma, mentre lo sponsor ufficiale è Emptez.
| Casa | Trasferta |

## Rosa
| N. |                        | Ruolo | Calciatore       |
| -- | ---------------------- | ----- | ---------------- |
| 1  | Inghilterra (bandiera) | P     | Shamal George    |
| 2  | Irlanda (bandiera)     | D     | Shaun Donnellan  |
| 3  | Colombia (bandiera)    | C     | Cristian Montaño |
| 4  | Inghilterra (bandiera) | C     | David Carson     |
| 5  | Scozia (bandiera)      | D     | Nicky Devlin     |
| 6  | Inghilterra (bandiera) | C     | Ayo Obileye      |
| 8  | Scozia (bandiera)      | C     | Scott Pittman    |
| 9  | Scozia (bandiera)      | A     | Bruce Anderson   |
| 10 | Scozia (bandiera)      | C     | Stephen Kelly    |
| 11 | Scozia (bandiera)      | C     | Dan MacKay       |
| 12 | Scozia (bandiera)      | D     | Jamie Brandon    |
| 15 | Galles (bandiera)      | D     | Morgan Boyes     |
| 16 | Scozia (bandiera)      | C     | Steven Bradley   |
| 17 | Sudafrica (bandiera)   | C     | Aphelele Teto    |

| N. |                                | Ruolo | Calciatore         |
| -- | ------------------------------ | ----- | ------------------ |
| 18 | Scozia (bandiera)              | C     | Jason Holt         |
| 19 | Inghilterra (bandiera)         | A     | Joel Nouble        |
| 20 | Liberia (bandiera)             | C     | Mo Sangare         |
| 21 | Saint Kitts e Nevis (bandiera) | D     | Michael Nottingham |
| 22 | Scozia (bandiera)              | C     | Andrew Shinnie     |
| 23 | Irlanda del Nord (bandiera)    | P     | Michael McGovern   |
| 24 | Scozia (bandiera)              | D     | Sean Kelly         |
| 28 | Inghilterra (bandiera)         | A     | Kurtis Guthrie     |
| 29 | Scozia (bandiera)              | D     | James Penrice      |
| 32 | Scozia (bandiera)              | P     | Jack Hamilton      |
| 33 | Australia (bandiera)           | A     | Tete Yengi         |
| 39 | Guinea-Bissau (bandiera)       | A     | Esmaël Gonçalves   |
| 40 | Irlanda (bandiera)             | C     | Jaze Kabia         |